# Liste des députés européens de Malte de la 8e législature
Cet article présente la liste des députés européens de Malte élus lors des élections européennes de 2014 à Malte.
| Nom                                               | Parti              | Groupe parlementaire européen | Portrait                |
| ------------------------------------------------- | ------------------ | ----------------------------- | ----------------------- |
| Miriam Dalli                                      | Parti travailliste | S&D                           |                         |
| Marlene Mizzi                                     | Parti travailliste | S&D                           | Marlene Mizzi           |
| Alfred Sant                                       | Parti travailliste | S&D                           |                         |
| David Casa                                        | Parti nationaliste | PPE                           | David Casa              |
| Therese Comodini Cachia Démission le 23 juin 2017 | Parti nationaliste | PPE                           | Therese Comodini Cachia |
| Francis Zammit Dimech À partir du 24 juin 2017    | Parti nationaliste | PPE                           |                         |
| Roberta Metsola                                   | Parti nationaliste | PPE                           | Roberta Metsola         |